# Håja (Tromsø)
69°44′19″N 18°4′23″Ø / 69.73861°N 18.07306°Ø
Håja (oprindelig Håøya) er en ø i Tromsø kommune i Troms og Finnmark fylke i Norge. Øen ligger vest for Kvaløya og Sessøya. Håja er en klippeø med en distinkt form på øens fjeldformation, hvilket måske tjente som inspiration da Jan Inge Hovig tegned Ishavskatedralen i Tromsø.
Håja er et gammelt fiskerleje, og dokumenter fra 1500-tallet angiver at øen allerede da havde mange fastboende. I starten af 1900-tallet sluttede imidlertid fiskehandlen på øen. Derefter blev Håja en tid brugt til opdræt af ræve.
Øens navn betyder «den høje ø», og fjeldpartiet på Håja er 486 meter højt. Øen byder på fine turmuligheder. Håja er en del af Håja–Røssholmen landskapsvernområde med fredning af dyrelivet.